# Cantone di Écouen
Il Cantone di Écouen era una divisione amministrativa dell'arrondissement di Sarcelles.
È stato soppresso a seguito della riforma complessiva dei cantoni del 2014, che è entrata in vigore con le elezioni dipartimentali del 2015.
Comprendeva i comuni di:
- Écouen
- Ézanville
- Le Mesnil-Aubry
- Piscop
- Le Plessis-Gassot
- Saint-Brice-sous-Forêt